# ابدیل آرویو
ابدیل آرویو (اسپانیایی: Abdiel Arroyo‎؛ زادهٔ ۱۳ دسامبر ۱۹۹۳) بازیکن فوتبال اهل پاناما است.
وی عضو تیم‌هایی همچون باشگاه فوتبال دانوبیو بوده، همچنین ۳۳ بازی برای تیم ملی فوتبال پاناما انجام داده‌است.